# همفری، دوک گلاستر
همفری، دوک گلاستر (انگلیسی: Humphrey, Duke of Gloucester؛ ۳ اکتبر ۱۳۹۰ – ۲۳ فوریه ۱۴۴۷ (aged 56)) پرسنل نظامی، و سیاستمدار اهل پادشاهی انگلستان بود. وی همچنین مفتخر به کسب نشان بند جوراب شده است.